# Czuszów
Czuszów is een plaats in het Poolse district Proszowicki, woiwodschap Klein-Polen. De plaats maakt deel uit van de gemeente Pałecznica en telt 706 inwoners.

## Geboren
- Józef Maria Bocheński (1902-1995), filosoof, logicus en theoloog